# Der schlechtgefesselte Prometheus
Der schlechtgefesselte Prometheus (frz. Le Prométhée mal enchaîné) ist eine satirisch-parodistische Erzählung von André Gide, die 1899 erschien.

## Inhalt
Die Geschichte spielt sich gegen Ende des 19. Jahrhunderts zumeist auf einem Pariser Boulevard ab.
Prometheus kann sich von seinem Felsen aus eigener Kraft befreien, steigt vom Kaukasus herab, flaniert durch das Herz der französischen Metropole und gerät in einem Restaurant an einen Kellner. Letzterer beobachtet Gäste und bringt manche an seinen Dreiertischen zusammen. Allerdings möchte er vor der Platzzuweisung den Namen und den Beruf des neuen Gastes aufschreiben. Widerwillig nennt Prometheus seinen Namen und bezeichnet sich als Streichholzfabrikant. Der Kellner, ein Geschichtenerzähler, berichtet von seinem Freund Zeus, der sich in Paris als Bankier ausgibt und dort „der Miglionär“ heißt. Spaßeshalber hat Zeus mitten auf dem Boulevard einem gewissen Kokles eine saftige Ohrfeige gegeben und einem gewissen Damokles einen 500-Francs-Schein anonym geschenkt – zwei willkürliche Handlungen, die die beiden Herren aus dem tristen Alltag reißen.
Das Unheil nimmt seinen Lauf, nachdem der Kellner Prometheus, Damokles und Kokles an einem seiner Dreiertische platziert hat. Der hungrige Adler des Prometheus fliegt ein, zertrümmert dabei die Frontscheibe des Restaurants und schlägt während der Landung am Tisch mit dem Flügel Kokles ein Auge aus. Die drei Herren werden mit ihren Gottesgaben auf unterschiedliche Weise fertig. Damokles baut wegen des Geldes einen Schuldkomplex auf, kann die Banknote zwar loswerden, stirbt aber an Kummer. Kokles schlägt Kapital aus seinem Glasauge. Prometheus wird vom Kellner als Streichholzfabrikant ohne Lizenz denunziert und landet hinter Gittern. Der Adler sorgt sich um den Gefangenen, seine lebende Futterquelle. Prometheus bietet dem Tier immer einmal ein Stück seiner Leber zum Fraße. Der Adler befreit den abgemagerten Prometheus aus der Gefangenschaft.
Nach dem Begräbnis des Damokles spendiert Prometheus in dem Restaurant einen Leichenschmaus und erzählt auf dem Essen die Geschichte des Tityrus, der „mit Gottes Hilfe“ die Sümpfe trockenlegt.
Die Satire endet mit einer Blasphemie: Prometheus verspeist seinen Adler und entpuppt sich als der Erzähler. Mit einer jener Adlerfedern hat er die vorliegende Erzählung niedergeschrieben.
In einem Epilog kommen Pasiphae und Minos vor. Pasiphae hätte gern einen Dioskuren zur Welt gebracht. Es wurde aber nur der Minotaurus – ein Kalb.

## Selbstzeugnis
- Im Januar 1929[3] schreibt Gide über seine Auseinandersetzung mit dem Thema. Goethes Prometheus wollte er übersetzen, habe die Absicht dann aber wegen „übermäßiger Schwierigkeiten“[4] fallen gelassen. Bereits im Alter von zwanzig Jahren habe er das Gedicht gelesen. Es habe sein Denken beeinflusst[5] und er habe daraus gelernt, „daß alles Große vom Menschen nur in der Empörung gegen die Götter versucht wurde.“[6]

## Rezeption
- Verglichen mit Goethes Prometheus sei der Gidesche aber „kein Rebell“, sondern „ein Ironiker“.[7] So verspottet Gide alle, die das Schöpferische im Künstler begrenzen möchten.[8]
- Mit seinem Zeus, der unmotiviert handelt, wendet sich Gide vom herkömmlichen Erzählen ab.[9]
- Martin fragt, warum Prometheus den Adler an seiner Leber fressen lässt. Die Antwort steht in einer Überschrift im Text: „Er muß wachsen, ich aber muß abnehmen.“[10] Das heißt nach Martin, wer groß werden will, muss entbehren, sich offenbaren, an sich glauben.[11]
- Marianne Kesting hat aus dem relativ kurzen Text fünf ineinander gefügte Erzählungen – Exempel für actes gratuits – extrahiert. Erstens und zweitens, Damokles und Kokles erzählen aus ihrem Leben. Drittens und viertens, Prometheus erzählt über sich und aus der Ekloge 1 des Vergil. Fünftens wird endlich eine Episode aus dem Leben von Pasiphae und Minos zum Besten gegeben.[12] Der Schriftsteller, in dem Fall der Geschichtenerzähler, verberge sich hinter der Figur des Zeus, des Prometheus, des Kellners und des bei Gide obligaten Ich-Erzählers.[13] Des Weiteren zieht Kesting Parallelen zu Kafka.[14]